# Cuatro caminos (programa de televisión)
Cuatro Caminos fue un programa de televisión colombiano, realizado por RCN Televisión. Se mostraban crónicas y reportajes, a cargo de Diego Fajardo, Felipe Arias, Gloria Lozano y Alejandra Rodríguez, además de un equipo de trabajo conformado por cuatro investigadores periodísticos: Mariana Duarte, Enrique Amores, Gina Segura y Andrea Gil. Esporádicamente se emitían algunas historias de otros cronistas y reporteros invitados. Su primera emisión fue el 12 de abril de 2015.

## Secciones
Inicialmente, el programa tenía cuatro secciones fijas, de las cuales solo quedaron dos: "Valientes", un reportaje sobre personas que han superado situaciones adversas, a cargo del periodista y presentador de Noticias RCN, Felipe Arias (en reemplazo de Mauricio Vélez, y su sección "La Portada", que se emitió por última vez el 31 de mayo de 2015), y "La Investigación", de Diego Fajardo, que era un reportaje en profundidad acerca de un hecho de importancia.
En "La Entrevista", Silvia Corzo entablaba un diálogo con un personaje protagonista de la actualidad noticiosa. La última entrevista, a Nydia Quintero, se emitió el 21 de diciembre de 2015, debido a que la periodista no tenía tiempo para hacerlas, al estar como presentadora diariamente de dos emisiones del noticiero del canal. Diana Salinas presentaba "200 Horas", con el llamado periodismo de inmersión. Su último trabajo salió al aire el 7 de marzo de 2016.
A partir de la emisión del 17 de abril de 2016, se incorporó la periodista Gloria Lozano, cuyo primer reportaje fue sobre el aborto. Posteriormente, se unió al grupo el español Rafael Taibo, con crónicas sobre fenómenos paranormales. La sección tuvo éxito y dio como resultado la creación de un nuevo programa dedicado íntegramente a lo sobrenatural, titulado "Ellos están aquí". 
Desde el 28 de enero de 2018 la periodista Alejandra Rodríguez se unió al equipo periodístico del programa.
El 22 de marzo de 2020, el programa salió del aire por problemas de rating.

## Premios

### Concejo de Bogotá y Secretaría de Salud de Bogotá
| Año  | Galardón                                                     | Resultado |
| ---- | ------------------------------------------------------------ | --------- |
| 2017 | 'Orden al Mérito de Responsabilidad Social Dona Bogotá 2017' | Ganador   |

### Premios Círculo de Periodistas de Bogotá
| Año  | Galardonado                                                                       | Resultado |
| ---- | --------------------------------------------------------------------------------- | --------- |
| 2018 | Trabajo periodístico de cámara: John Edward González Morales, por ‘Amor de Calle’ | Ganador   |